# IC 2017
IC 2017 — галактика типу S0 (спіральна галактика) у сузір'ї Сітка.
Цей об'єкт міститься в оригінальній редакції індексного каталогу.